# Abda (Marruecos)
Abda (en árabe: عبدة, romanizado: ʿAbda) es una confederación tribal árabe en Marruecos, descendiente de Banu Maqil . Se asentaron en las llanuras costeras del oeste de Marruecos en el siglo xii durante el gobierno del califato almohade, donde estuvieron establecidos desde el final de la era meriní. La confederación tribal Abda está formada por tres tribus: Bhatra, Rabi'a y 'Amer.
El diplomático francés del siglo XIX, Eugène Aubin, señaló que «los abdas son una tribu poderosa, de treinta y cinco mil hombres, de pura raza árabe, que ocupa un territorio fértil, rico en caballos y ganado. Es una de las cinco tribus cuasi- Majzén de Marruecos».